# Væksthusmellus
Væksthusmellus (Trialeurodes vaporariorum) er et insekt i mellus-familien som lever i tempererede områder. De lever på og af blade og regnes som skadedyr ved dyrkning af mange frugter, grønsager og prydplanter. De findes ofte i drivhuse, polytunneller og andre beskyttede havemiljøer. De bliver 1-2 mm lange med gullige kroppe og 4 voksdækkede vinger som holdes næsten parallelt til bladoverfladen. I Danmark er de almindelige i drivhuse hvor de især angriber tomatplanter, men også mange andre planter som f.eks. chili, agurkeslægten, bønner, roser og aubergine.

## Livscyklus
Hunnerne er i stand til at parre sig mindre end et døgn efter at de har forladt puppen og begynder at lægge æg, typisk på undersiden af blade. Æggene behøver ikke at være befrugtede. Der kommer kun hanner af ubefrugtede æg, mens befrugtede æg bliver til både hanner og hunner. Æggene er først lysegule og bliver grå før de klækker efter 4-5 dage. De nyklækkede larver finder et sted hvor de kan suge plantesaft. Det er kun i det første larvestadium at larverne er mobile. I det andet, tredje og afsluttende puppelignende fjerde larvestadium flytter de sig ikke.
Udviklingstiden fra æg til voksen er ca. 3-4 uger, og de voksne væksthusmellus lever typisk 4 uger. En hun kan nå at lægge op til 300 æg i sin levetid..

## Skader på planter
I alle livsstadier, bortset fra æg og det sidste puppelignende larvestadium, suger væksthusmellusen plantesaft ved at indsætte en lang stik- og sugebørste i plantens årer. De kan således, hvis der er mange nok, forårsage næringsmangel og forkrøbling af blade. Mellusens sukkerholdige ekskrementer som kaldes honningdug kan også være en alvorlig kilde til planteskader. Honningduggen giver næring til sort svampevækst på blade og frugter, og den tiltrækker myrer og snyltehvepse. Endelig kan væksthusmellus overføre virussygdomme mellem planter.

## Bekæmpelse
Mellus' naturlige fjender er bl.a. snyltehvepse, tæger og svampesygdomme.
Det kan være vanskeligt at bekæmpe mellus med gift fordi de er immume overfor mange insekticider, ligesom æg og det puppe-lignende larvestadium ofte ikke er sårbare.
Man kan sprøjte med visse olier som lægger sig i et lag omkring æg og larver og kvæler dem.
I gartnerier er der i mange år brugt biologisk bekæmpelse med den 1 mm store mellussnyltehveps (Encarsia formosa). Mellussnyltehvepsen lægger sine æg i melluslarver i andet eller tredje larvestadie, og spiser plantesaft som de suger fra melluslarver i første eller andet stadie. De voksne mellus angribes ikke, så det kan tage lang tid at bekæmpe dem med snyltehveps hvis der først er etableret en stor bestand. Snyltehvepsen er ikke så effektiv på agurkeplanten som på tomat, idet de generes af hårene på agurkeblade.